# Livio Paladin
Livio Paladin (* 30. November 1933 in Triest; † 2. April 2000 in Padua) war ein italienischer Jurist, Minister für EWG-Angelegenheiten und Vorsitzender des Italienischen Verfassungsgerichtshofes.

## Leben und berufliche Tätigkeiten
Paladin studierte Rechtswissenschaften an der Universität Rom bei dem Verfassungsrechtslehrer Carlo Esposito und bei Vezio Crisafulli. Später lehrte er selbst Verfassungsrecht an den Universitäten Triest und Padua.
Am 23. Juni 1977 ernannte Staatspräsident Giovanni Leone Paladin zum Richter des Verfassungsgerichtshofes, dem er vom 3. Juli 1985 bis zum 1. Juli 1986 vorsaß.
Paladin war als Parteiloser Minister für die Regionalfragen bzw. EWG-Angelegenheiten in den Regierungen Fanfani VI (April–Juli 1987) und Ciampi (April 1993–Mai 1994).